# Larry O'Bannon
Pour les articles homonymes, voir O'Bannon.
Larry O'Bannon, né le 15 août 1983, à Louisville, dans le Kentucky, est un joueur américain de basket-ball. Il évolue au poste d'arrière.

## Biographie
En août 2013, il signe à Antibes, dans le championnat français. Le 30 janvier 2014, il quitte Antibes et rejoint Samara en Russie.

## Palmarès
- Coupe de Serbie-et-Monténégro :
  - Vainqueur : 2006
- Coupe de Bulgarie :
  - Vainqueur : 2008